# Sobór Zwiastowania w Kownie

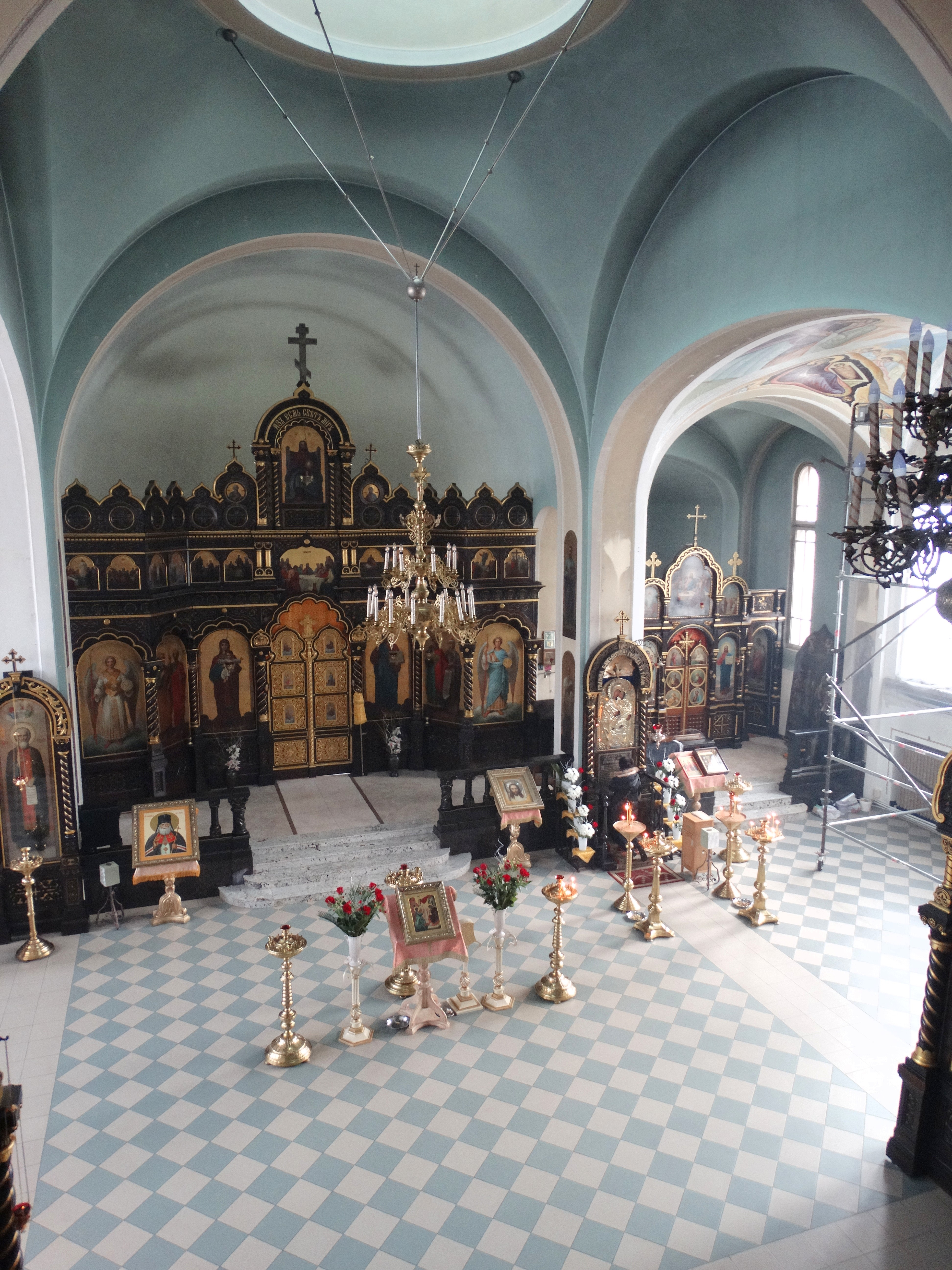
Wnętrze

Sobór Zwiastowania – prawosławny sobór w Kownie, wzniesiony w latach 1932–1935. Świątynia parafialna.

## Historia
W 1930 rada ministrów Litwy zgodziła się na udzielenie eparchii wileńskiej i litewskiej Rosyjskiego Kościoła Prawosławnego jednorazowej pomocy na rozbudowę tymczasowej katedry eparchii – cerkwi Zmartwychwstania Pańskiego w Kownie. Po konsultacjach ze stroną kościelną zdecydowano się jednak na budowę zupełnie nowej cerkwi w bezpośrednim sąsiedztwie cerkwi Zmartwychwstania. Chociaż przekazana dotacja została zwiększona o dalsze 10 tys. litów, dla ukończenia budowy niezbędna była dodatkowa zbiórka pieniędzy wśród wiernych. Sobór został poświęcony w 1935. 
Według informacji eparchii do parafii działającej w soborze w 1937 należało 4560 osób. Po II wojnie światowej liczba ta spadła do 580. W 1947 sobór został zarejestrowany jako czynna cerkiew, zaś cerkiew Zmartwychwstania została do niego przypisana jako świątynia pomocnicza. Stracił jednak status katedry eparchii, gdy Wilno – a razem z nim cerkiew Przeczystej Bogurodzicy – znalazło się w granicach ZSRR.
31 października 2021 r. świątynia została ponownie konsekrowana przez biskupa trockiego Ambrożego.